# Волшебный круг
«Волшебный круг» — советский фильм режиссёра Валентина Козачкова, снятый по мотивам повестей Ивана Василенко «Артёмка в цирке» и «Волшебная шкатулка» в 1976 году. Через 5 лет, в 1981 году, вышло продолжение фильма «Золотые туфельки».
Премьерный показ состоялся на первой программе Центрального телевидения СССР 7 ноября 1977 года в 14-00 по московскому времени.

## Сюжет
В предреволюционной России живёт Артёмка — маленький сирота-сапожник, влюблённый в цирк.

## Съёмочная группа
- Сценарий — Маины Марчуковой[a]
- Режиссёр-постановщик — Валентин Козачков
- Оператор-постановщик — Леонид Бурлака
- Художник-постановщик — Валентин Гидулянов
- Режиссёр — С. Цивилько
- Оператор — В. Щукин
- Редакторы — Г. Тетерина, Е. Рудых
- Композитор — Евгений Стихин
- Звукооператор — Д. Ясникова
- Монтажёры — Э. Серова, В. Монятовская
- Костюмы — С. Омелиной, А. Петровой
- Грим — В. Курносенко
- Художник-декоратор — А. Овсянкин
- Ассистенты режиссёра — Л. Ларионова, В. Машковский, Т. Бородина
- Ассистент оператора — В. Елшанский
- Мастер по свету — В. Логвинов
- Симфонический оркестр Госкино СССР. Дирижёр М. Нерсесян.
- Директор фильма — В. Брашеван

## В ролях
- Вадик Кузнецов — Артёмка
- Лена Соколова — Ляся
- Федя Гаврилов — Костя
- Эрминио де Соуза Оливейра — Пепс
- Олег Корчиков — клоун
- Георгий Дрозд — Гуль
- Владимир Татосов — Самарин
- Виктор Мягкий — Кальвини
- Иван Рыжов — Дед Шишка
- В. Волков — Попов
- Борис Чинкин — городовой
- Гиви Тохадзе — директор цирка
- Зинаида Дехтярёва (в титрах — З. Дегтярева) — мадам Сивоплясова
- Григорий Гогоци[5], Валентин Букин, В. Волчек, В. Голек, В. Кулик, О. Кашнева, Г. Ронинсон, Л. Руденко, Г. Самохина, В. Титова, В. Шевченко — эпизодические роли

В фильме снимались артисты Союзгосцирка: З. Захарова, Л. Кобышева, Н. Ольховиков, Ю. Писаренко, Ю. Эльворти, В. Марков.

## Производство
Цветной телевизионный фильм создавался на Одесской киностудии по заказу Гостелерадио СССР путём киносъёмки в 1976 году верным своей тематике (фильмы для детей и о детях) режиссёром-постановщиком В. Козачковым на основе повестей «Артемка в цирке» и «Волшебная шкатулка», написанных советским писателем И. Василенко. В съёмках должны были принимать участие артисты Одесского цирка. Фильм был окончен производством в 1977 году и к тому моменту состоял из двух серий, каждая из которых состояла из семи частей. Длительность первой серии составляла 1 час 2 минуты 47 секунд, а второй — 1 час 3 минуты 28 секунд.
По состоянию на август 1983 года «Волшебный круг» являлся единственным фильмом, в котором мастера эпизодов одессита Григория Гогоци (сыгравшего на тот момент уже около ста ролей) гримировали.

## Мнения
Киновед А. Плахов в 1980 году на страницах газеты «Правда» в статье, посвящённой детским телефильмам, назвал ленту «Волшебный круг» более удачным опытом кинематографистов Одессы (в сравнении с молдавским фильмом «Лес, в который ты никогда не войдёшь»). По мнению Плахова, в ленте, повествующей о происходящих в дореволюционном приморском городе приключениях Артёмки, обездоленного жизнью, и его друга Кости, удалось найти меру сюжетной занимательности и исторической повествовательности. Плахов счёл, что в постижении ценных для ровесников Артёмки нравственных уроков, фильм мог бы быть и глубже и острее, но оказался словно укутан определённым налётом бесстрастного бытописания.
А. Андреев в 1985 году на страницах газеты «Советская культура» утверждал, что музыка к фильму «Волшебный круг», написанная композитором Евгением Стихиным, хорошо знакома любителям кино.
На состоявшихся в 2016 году в Ростове-на-Дону краеведческих чтениях «Они прославили наш край…» заведующая сектором библиотечно-информационного центра БИЦ им. Гагарина Л. Р. Степаньян рассказала о написанном таганрогским писателем Иваном Дмитриевичем Василенко цикле повестей об Артёмке и о его экранизациях (включая «Волшебный круг»). Степаньян говорила о присутствующих в избытке в повестях об Артёмке и в их всенародно любимых экранизациях трепете первой любви, искренности верной дружбы, неповторимом колорите южного провинциального городка, романтике мальчишеских приключений. Участники чтений сошлись во мнении о том, что идеологическая ангажированность, неизменная для произведений, относящихся к социалистическому реализму, не помешала фильмам стать подлинными образцами недостающего российскому зрителю семейного кино.
В 2020 году на страницах журнала «Вопросы истории» историки Сергей Белов и Александр Жидченко утверждали, что появление в ленте «Волшебный круг» загримированного в чернокожего героя советского актёра являлось одним из примеров третьего условного инструмента советской антиамериканской пропаганды — так называемого восстановления исторической справедливости (для угнетённых капиталистическими странами народов Азии и Африки), инициированного Н. С. Хрущёвым.